# ویلتون سامپایو
ویلتون سامپایو (انگلیسی: Wilton Sampaio؛ زادهٔ ۲۵ دسامبر ۱۹۸۱) داور فوتبال اهل برزیل است. وی از سال ۲۰۱۳ در مسابقات بین‌المللی قضاوت میکند.